# Chlorogomphus mortoni
Chlorogomphus mortoni är en trollsländeart som beskrevs av Fraser 1936. Chlorogomphus mortoni ingår i släktet Chlorogomphus och familjen kungstrollsländor. IUCN kategoriserar arten globalt som otillräckligt studerad. Inga underarter finns listade i Catalogue of Life.